# Audi Space Frame

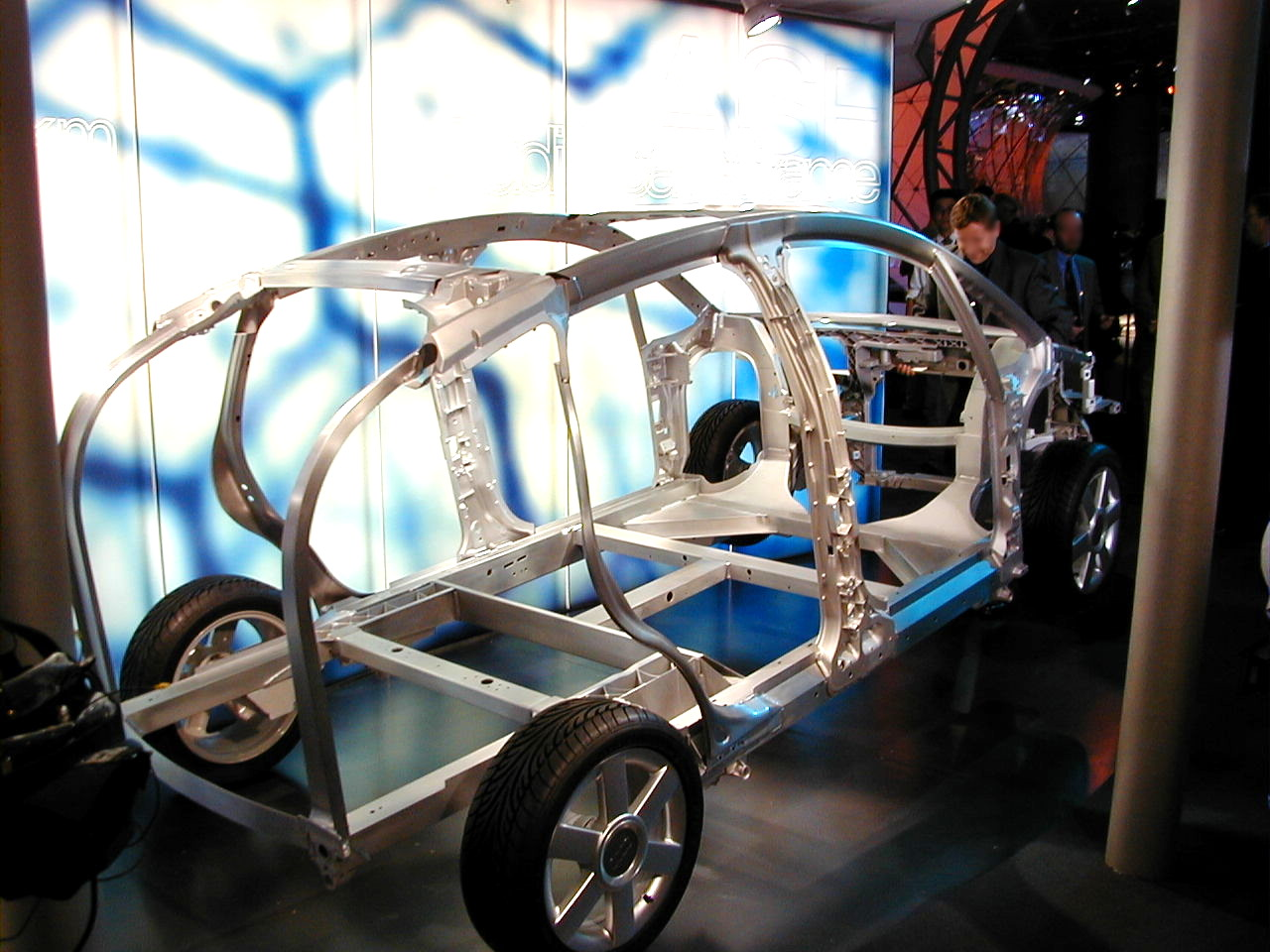
Audi Space Frame (Audi A2)

Audi Space Frame (w skrócie ASF) – rama przestrzenna stosowana w samochodach marki Audi. Jest to aluminiowa konstrukcja szkieletu karoserii, która przy lekkości zapewnia sztywność nadwozia. W porównaniu do konstrukcji stalowej, pozwala na redukcję masy o ok. 40 %. Pierwszy raz została użyta w modelu Audi A8 w 1994 roku. Stosowana w modelach A2, TT, A6, A7, A8 i R8.